# 納伊姆·加西亞
納伊姆·加西亞（西班牙語：Naim García，2002年6月11日—）是一名西班牙职业足球运动员，現時被西甲球隊萊加內斯外借到費羅爾。

## 外部連結
- 納伊姆·加西亞在BDFutbol中的档案
- Soccerway資料庫：納伊姆·加西亞